# ماده گربه (رمان)
ماده گربه (La Chatte) نام رمانی ازکولت نویسنده فرانسوی است که در سال ۱۹۳۳ منتشر شد.
داستان کتاب دربارهٔ عشق الن ( Alain) به گربه‌اش است که بعد از ازدواج نیز آنچنان قوی است که حسادت همسرش را بر می‌انگیزد، داستان بیشتر در مورد الن است و اینکه همچنان در دوران کودکی خود باقی مانده‌است. در طول داستان کامی (Camille Malmert) که به گربه حسادت می‌کند سعی می‌کند با پرت کردن گربه از بالکن او را بکشد ولی گربه زنده می‌ماند و الن بعد از مطلع شدن از ماجرا کامی را ترک می‌کند و با گربه‌اش به خانه مادرش بازمی‌گردد.